# Österreichischer Musiktheaterpreis 2025
Der Österreichische Musiktheaterpreis 2025 ist die 13. Verleihung des Österreichischen Musiktheaterpreises. Die Verleihung soll am 17. September 2025 im Zelt des Circus-Theater Roncalli am Wiener Heumarkt stattfinden.

## Nominierte

### Beste weibliche Hauptrolle
- Vera-Lotte Boecker – Schwanda, der Dudelsackpfeifer (Dorota) – Theater an der Wien
- Lisette Oropesa –	Hamlet (Orphélie) – Salzburger Festspiele
- Katherine Broderick –	Götterdämmerung (Brünnhilde) – Stadttheater Klagenfurt[3]
- Alexandra-Yoana Alexandrova – Die Königinnen (Maria Stuart) – Landestheater Linz

### Beste männliche Hauptrolle
- Georg Nigl – La Grand Macabre (Nekrotzar) – Wiener Staatsoper
- Matjaž Stopinšek – La Juive (Eléazar) – Landestheater Linz
- Sean Panikkar – Der Spieler (Alexej Iwanowitsch) – Salzburger Festspiele
- Bogdan Volkov – Der Idiot (Lew Nikolajwetisch Myschkin) – Salzburger Festspiele

### Beste weibliche Nebenrolle
- Katherina Ruckgaber – Der Freischütz (Ännchen) – Bregenzer Festspiele
- Jennifer Maines –	Frau Luna (Frau Pusebach) – Tiroler Landestheater Innsbruck
- Holly Flack – Animal Farm (Stute Molly) – Wiener Staatsoper

### Beste männliche Nebenrolle
- Wilfried Zelinka – Macbeth (Banco) – Oper Graz
- Michael Laruenz – Die Meistersinger von Nürnberg (David) – Wiener Staatsoper
- Marco Di Sapia – Gräfin Mariza (Populescu) – Operettensommer Langenlois

### Beste Gesamtproduktion Oper
- Der Idiot – Salzburger Festspiele
- Il canto s’attrista, perché? – Stadttheater Klagenfurt
- Die Liebe zu den drei Orangen – Tiroler Landestheater Innsbruck
- Schwanda, der Dudelsackpfeifer – Theater an der Wien

### Beste Gesamtproduktion Operette
- Venus in Seide – Oper Graz
- Frau Luna – Tiroler Landestheater Innsbruck
- Candide – Theater an der Wien
- Zur goldenen Lieb – Landestheater Linz

### Beste Gesamtproduktion Musical
- West Side Story – Volksoper Wien
- Rock me Amadeus – Vereinigte Bühnen Wien/Ronacher
- School of Rock – Landestheater Linz
- Die Königinnen – Landestheater Linz

### Beste Ur-/Erstaufführung
- Il canto s’attrista, perché? – Stadttheater Klagenfurt
- Lass uns die Welt vergessen – Volksoper 1938 – Volksoper Wien
- La Morte di Abele – Festival Retz

### Beste Off-Produktion
- Luziwuzi – Rabenhof Theater
- Pandora – Musiktheater Wien
- Miameide – sirene Operntheater

### Beste musikalische Leitung
- Christian Thielemann – Capriccio – Salzburger Festspiele
- Petr Popelka – Schwanda, der Dudelsackpfeifer – Theater an der Wien
- Nicolas Milton – Götterdämmerung – Stadttheater Klagenfurt
- Marin Alsop – Candide – Theater an der Wien

### Beste Regie
- Krzysztof Warlikowski – Der Idiot – Salzburger Festspiele
- Lydia Steier – Candide – Theater an der Wien
- Tobias Kratzer – Schwanda, der Dudelsackpfeifer – Theater an der Wien
- Jan Philipp Gloger – Tancredi – Bregenzer Festspiele

### Beste Ausstattung
- Philipp Stölzl und Gesine Völlm	– Der Freischütz – Bregenzer Festspiele
- Paolo Fantin und Klaus Bruns – Animal Farm – Wiener Staatsoper
- George Tsypin und Camille Assaf – Der Spieler – Salzburger Festspiele

### Beste Gesamtproduktion Jugend
- Tom Sawyer – Oper Graz
- Die Reise zum Mond – Volksoper Wien
- Wo die wilden Kerle wohnen – Theater an der Wien

### Bester Nachwuchs weiblich
- Jaye Simmons – Gesamtleistung	Spielsaison 2023/24	– Volksoper Wien
- Neima Fischer	– Arianna in Creta (Arianna) –  Innsbrucker Festwochen der Alten Musik
- Miriam Kutrowatz – Gesamtleistung Spielsaison 2023/24 – Wiener Staatsoper

### Bester Nachwuchs männlich
- Euiyoung Peter Oh – Hoffmanns Erzählungen (Andrès/Cochenille/Pitichinaccio/Frantz) – Oper Graz
- Matteo Ivan Rašić – L’elisir d’amore – Der Liebestrank (Nemorino) – Oper Burg Gars
- Nicolò Balducci – Lucio Silla (Cinna) – Salzburger Landestheater
- Christioph Gerhardus – Der Sterngucker (Franz Höfer) – Lehár Festival Bad Ischl